# Rodolfo Nin Novoa
Rodolfo Nin Novoa (Montevideo, 25 gennaio 1948) è un politico uruguaiano.
È stato Vicepresidente del suo Paese ed è uno dei leader del partito Fronte Ampio. Dal 2015 al 2020 è stato Ministro degli Affari Esteri dell'Uruguay.